# Дель Мораль, Ману
Мануэ́ль дель Мора́ль Ферна́ндес (исп. Manuel del Moral Fernández; род. 25 февраля 1984, Хаэн, Андалусия) — испанский футболист, нападающий клуба «Райо Махадаонда».

## Карьера

### Клубная
Начинал заниматься футболом в клубе «Реал Хаэн». Затем Ману перешёл в «Атлетико Мадрид». Сначала игрок провёл два сезона в резервной команде, затем отправился в аренду в «Рекреативо» и наконец на следующий сезон дебютировал в клубе.
В 2006 году Ману перешёл в «Хетафе», где провёл пять сезонов. Последний из сезонов стал для него стал самым успешным, он забил 9 голов в 28 матчах чемпионата.
23 мая 2011 года было объявлено о переходе дель Мораля в «Севилью». Сезоны 2013/14 и 2014/15 он провёл в аренде в «Эльче» и «Эйбаре» соответственно. В июне 2015 года «Севилья» разорвала контракт с Ману. В августе 2015 года дель Мораль подписал с «Вальядолидом» годичный контракт с возможностью продления ещё на год.

### В сборной
В сборной Испании дебютировал 7 июня 2011 года в матче против сборной Венесуэлы.